# Ubaldesca Taccini
Ubaldesca Taccini (née à Calcinaia en 1136 et morte à Pise en 1205) est une religieuse italienne membre de l'ordre de Saint-Jean de Jérusalem. Elle est vénérée comme sainte par l'Église catholique. Sa fête est célébrée le 28 mai.

## Biographie
Ubaldesca est née dans une famille modeste de la république de Pise. Dès sa jeunesse, elle se consacre à la charité en aidant les pauvres et les malades. À l'âge de seize ans environ, elle se rend à Pise et entre dans l'ordre hospitalier de Saint-Jean. Durant la cinquantaine d'années de sa vie religieuse, elle pratique en toute humilité la charité au monastère et lors d'interventions dans la ville et sa banlieue, en servant et soignant les différents malades et blessés. 
Parmi les miracles qui lui sont attribués, le plus célèbre est la transformation de l'eau du puits de l'église du Saint-Sépulcre de Pise en vin. 
Ubaldesca est considérée comme l'une des principales saintes de Pise et de sa région avec Bonne de Pise, Guido della Gherardesca (it) et Rainier. Elle est aussi vénérée dans l'archipel maltais et par les membres de l'ordre de Saint-Jean de Jérusalem.
Ses reliques sont conservées dans l'église Saint-Jean-Baptiste de Calcinaia, sa ville natale. L'église Sainte-Ubaldesca de Paola (Malte) lui est dédiée. 

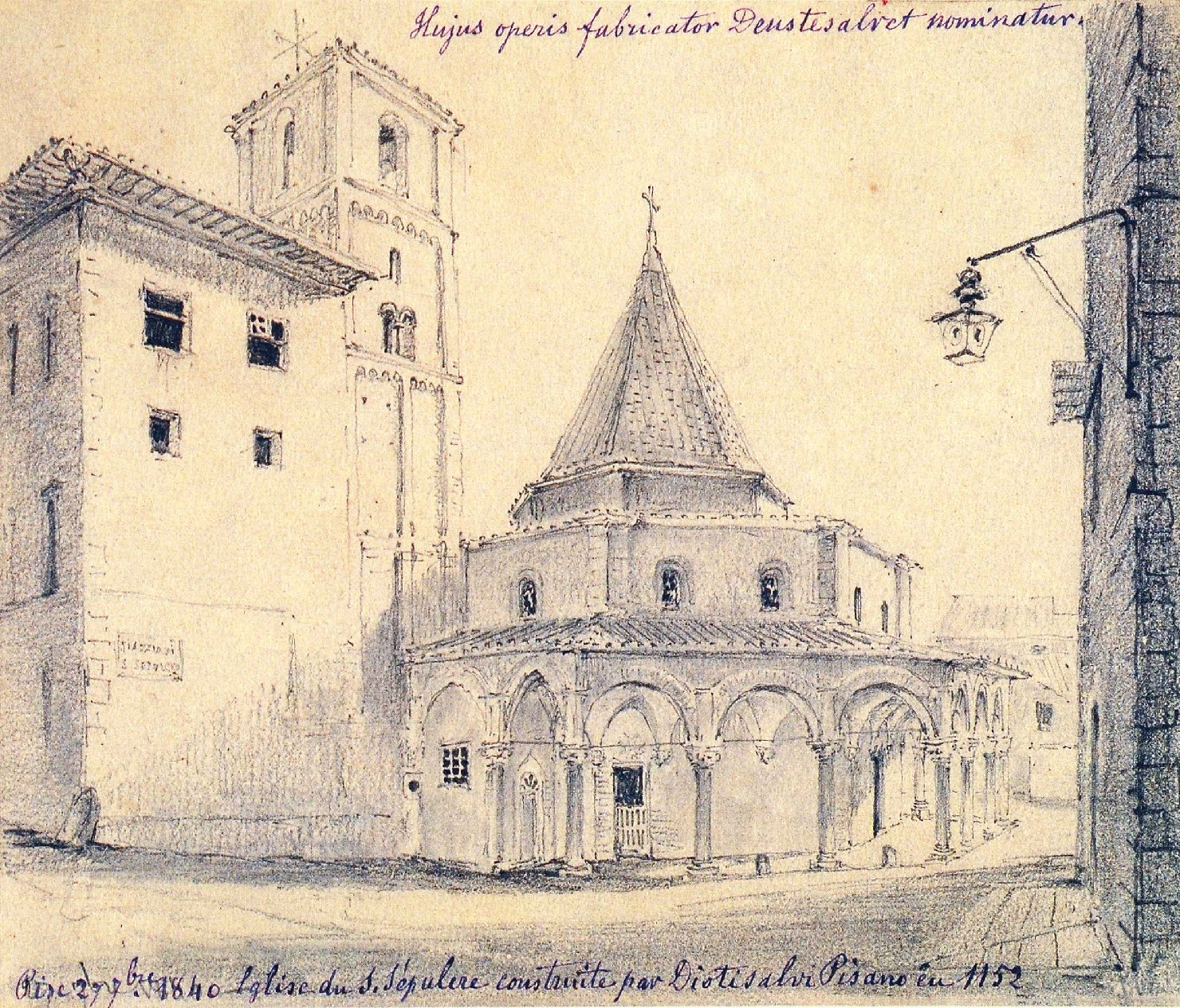
Dessin de l'église du Saint-Sépulcre, Pise, Mademoiselle De La Morinière (v. 1840).
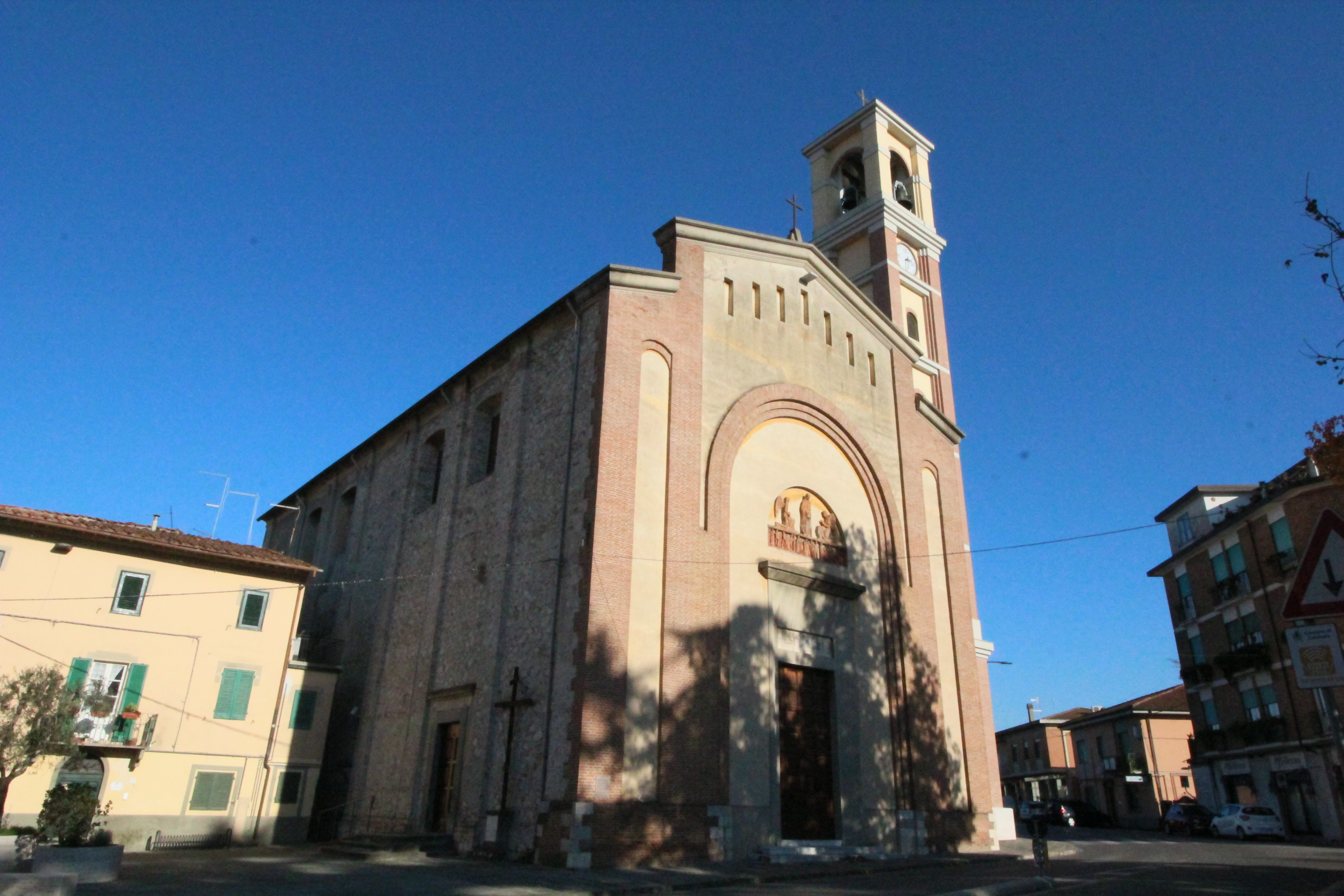
L'église Saint-Jean-Baptiste, Calcinaia, province de Pise.
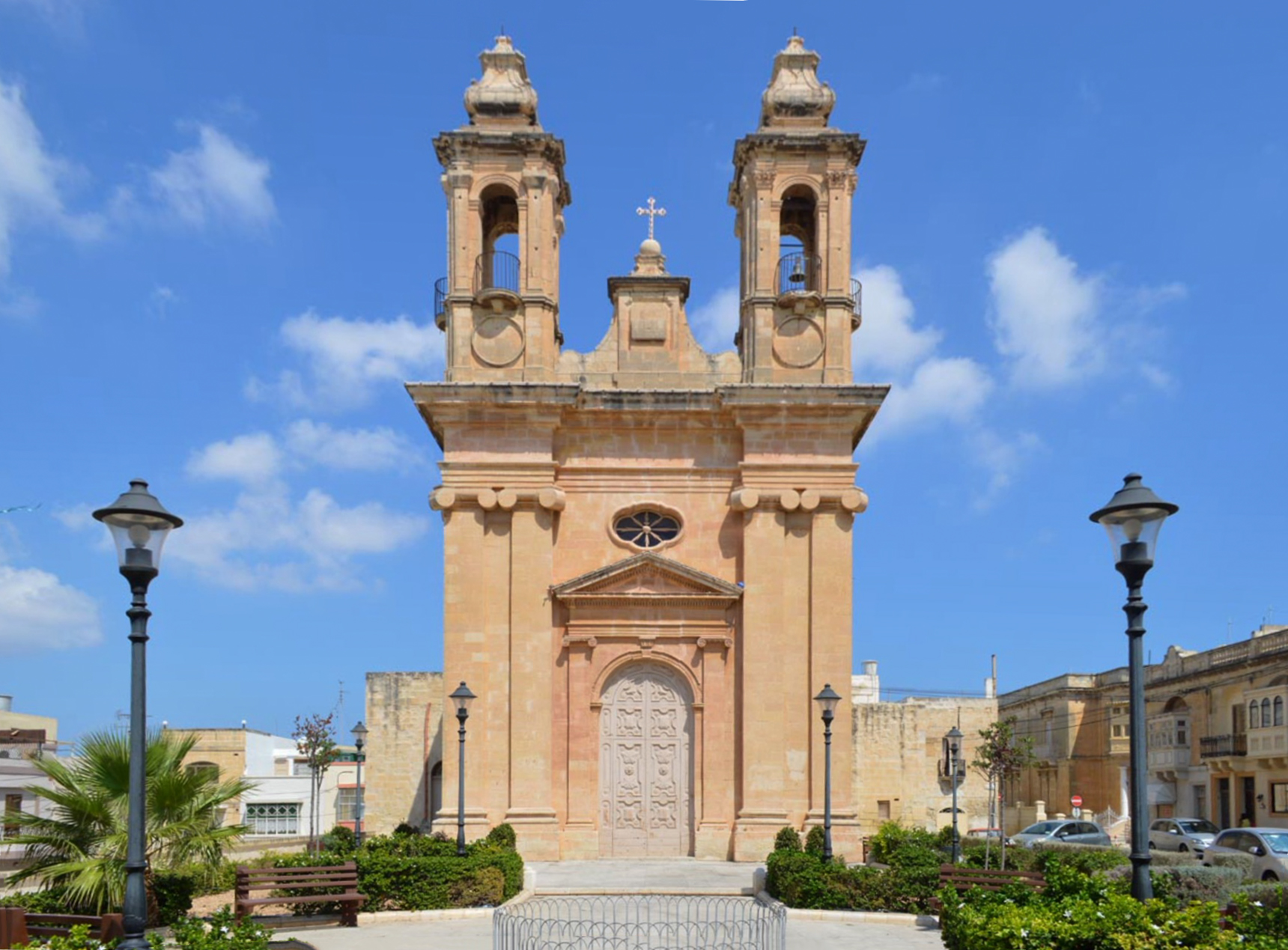
L'église Sainte-Ubaldesca, Paola, Malte.